# Stanford University Press
La Stanford University Press és una editorial de la Universitat Stanford. En 1892, una empresa editorial independent es va establir a la universitat. La primera vegada que es va utilitzar el nom "Stanford University Press" en la impressió d'un llibre fou el 1895. El 1917, la universitat va comprar la impremta-editorial fent-ne una divisió de Stanford.
El 1999, la impremta va esdevenir una divisió de la Stanford University Library. Publica uns 130 llibres per any, i actualment està ubicada a Page Mill Road al Stanford Research Park al sud-est del campus de Stanford.